# Matheovits Ferenc
Matheovits Ferenc (Brassó, 1914. május 20. – Pécs, 1995. április 8.) magyar jogász, járásbíró, a Demokrata Néppárt országgyűlési képviselője.

## Élete

### Ifjúkora és tanulmányai
Matheovits Ferenc közjegyző, ügyvéd és Poszler Teréz magyar szakos tanár egyetlen gyermeke. A trianoni döntés után a családja Brassóból Budapestre menekült, aztán Szombathelyen telepedett le. Az elemi iskola elvégzése után a premontrei Szent Norbert Gimnáziumba járt, majd a pécsi Magyar Királyi Erzsébet Tudományegyetemen jogi végzettséget szerzett 1936-ban. Egyetemi évei alatt a Szent Mór Kollégiumban lakott, közéleti érdeklődése és felelősségérzete ekkor alakult ki. Végzése után közjegyzőként dolgozott, majd 1937-ben Budapesten táblai tanácsjegyzőnek nevezték ki. 1942-ben pedig, miután letette a bírói szakvizsgát, ismét visszatért Pécsre járásbírónak. Ugyanebben az évben azonban behívták katonának és a második világháború végéig, 1945 áprilisáig a honvédségben szolgált. Budapest ostromának idején foglyul ejtették, de sikerült megszöknie. Leszerelése után ismét visszatért a bírói tisztséghez - leszámítva azt az időszakot, amikor 1945 októbere és 1946 májusa között internálták.

### Politikai pályafutása
Bár nem hivatalosan, a Demokrata Néppárt már 1944-ben megalakult, és elkezdte működését, de mivel csak közvetlenül az 1945-ös magyarországi nemzetgyűlési választások előtt kapta meg indulási engedélyét, végül is nem indult külön a választásokon (a Független Kisgazdapárttal kötött megállapodást). Matheovits Ferenc is egy keresztény világnézeti pártot keresett, de a DNP visszalépése miatt 1946-ban ő is inkább az FKGP-hez csatlakozott. 1947-ben azonban látva a kisgazdák balratolódását, teljesen kiábrándult a közösségből, és mivel a DNP 1947-ben már indult a választásokon, belépett a pártba és képviselő-jelöltséget is vállalt. Az 1947. augusztus 31-i országgyűlési választásokon a Baranya és Tolna vármegyei listáról bekerült az Országgyűlésbe. A Demokrata Néppárt soraiban sem maradt meg sokáig, ugyanis ő inkább a Mindszenty által képviselt erőteljesebben antikommunista és keresztény politikát folytatta volna, amit a Barankovics vezette párt elutasított. Matheovits független képviselőként tevékenykedett tovább és igen aktív volt. Igazságügyi kérdésekben szólalt föl, az internálások megszüntetéséért és a táborok felszámolásáért önálló indítványt is benyújtott. A kommunisták részéről egyre több támadás érte, amely miatt végül 1949 januárjában lemondott mandátumáról. Mihelyst lemondott, azonnal letartóztatták.

### A diktatúra idején
1949 áprilisában, a Keresztény Női Tábor két politikusával, Gróh Józseffel és Kisházi Mihállyal együtt „a demokratikus államrend és a köztársaság megdöntésére irányuló tevékenység” koholt vádjával tizenkét év fegyházra és vagyonának elkobzására ítélték. Ő volt a per elsőrendű vádlottja. Vácott, a Gyűjtőfogházban és a Márianosztrán tartották fogva. 1956-ban felülvizsgálták ügyét, és elengedték hátralévő büntetését.
Éppen az 1956-os forradalom kitörése előtt egy hónappal, szeptember 23-án szabadult a börtönből. Részt vett a DNP újjáalakításában, és az együtt lévő képviselők akkor megbízták őt az ideiglegenes főtitkári teendőkkel. A szabadságharc leverése után, a megtorlások idején internálták, 1957 júliusa és 1958 augusztusa között Kistarcsán és Tökölön tartották fogva, 1960-ig pedig rendőri felügyelet alatt állt. Szabadulása után nem kaphatott végzettségéhez illő munkát, segédmunkásként majd üzemgazdászként dolgozott, de 1964 januárjában összeesküvés szervezésének vádjával ismét letartóztatták. A Legfelsőbb Bíróság 10 évnyi fogház büntetésre ítélte, amit le is töltött. 1974 januárjában szabadult, utána alkalmi munkákból élt. Sem nyugdíjat, sem útlevelet nem kaphatott. Csak 1987-ben mentesült a hátrányos jogkövetkezményektől. 1989 decemberében semmissé nyilvánították az 1964-es ítéletet.

### A rendszerváltást követően
A megrázkódtatások ellenére a rendszerváltás időszakában ismét politikai tevékenységet vállalt. Keresztes Sándor és Ugrin József mellett ő is aláírta azt a nyilatkozatot, amellyel 1989 márciusában a DNP (immár Kereszténydemokrata Néppárt néven) ismét meghirdette működését. Kezdettől a párt Intézőbizottságának tagja lett. 1989 decemberében az ország első Mindszenty-szobrát az ő jelenlétében avatták fel, örökös tiszteletbeli elnöke lett a Politikai Foglyok Országos Szövetsége (POFOSZ) Baranya megyei szervezetének. 1991-ben Barankovics emlékéremmel tüntette ki a KDNP, Pécs pedig díszpolgárává választotta és emléktáblát avatott a tiszteletére.

## Díjai
- Barankovics István-emlékérem (1991)
- Pécs díszpolgára (1991)